# Ali Boumnijel
Ali Boumnijel (Menzel Jemil, Túnez, 13 de abril de 1966) es un exfutbolista tunecino, se desempeñaba como guardameta y se retiró en 2007. Disputó tres Mundiales con la selección de fútbol de Túnez, en el último con casi 40 años.

## Clubes
| Club          | País    | Año         |
| ------------- | ------- | ----------- |
| AS Nancy      | Francia | 1991 - 1992 |
| FC Gueugnon   | Francia | 1992 - 1997 |
| SC Bastia     | Francia | 1998 - 2003 |
| FC Rouen      | Francia | 2003 - 2004 |
| Club Africain | Túnez   | 2004 - 2007 |

- Datos: Q354220